# Georgij Konstantinovitj af Rusland
Prins Georgij Konstantinovitj af Rusland (russisk: Георгий Константинович Романов; tr. Georgij  Konstantinovitj Romanov) (6. maj 1903 – 7. november 1938) var en russisk prins fra Huset Romanov. Han var den sjette søn af storfyrst Konstantin Konstantinovitj af Rusland og hans hustru storfyrstinde Jelisaveta Mavrikjevna (født som prinsesse Elisabeth af Sachsen-Altenburg).

## Biografi
Georgij Konstantinovitj blev født den 6. maj 1903 i Sankt Petersborg i Det Russiske Kejserrige. Han var det syvende barn og sjette søn af storfyrst Konstantin Konstantinovitj af Rusland og hans hustru storfyrstinde Jelisaveta Mavrikjevna (født som prinsesse Elisabeth af Sachsen-Altenburg). Store dele af hans familie blev myrdet under den Russiske Revolution, og han undgik kun selv med nød og næppe at blive henrettet. Han undslap fra Rusland og tilbragte resten af livet i eksil i Tyskland. Han døde 35 år gammel den 7. november 1938 i New York.

## Eksterne links
- Wikimedia Commons har flere filer relateret til Georgij Konstantinovitj af Rusland